# Hyundai i10
Hyundai i10 je automobil južnokorejska marke Hyundai i proizvodi se već od 2008. godine.

## Motori
- 1.1 L, 49 kW (66 ks)
- 1.25 L, 57 kW (78 ks)
- 1.1 L turbo Diesel, 55 kW (75 ks)

## Ostali modeli tvrtke Hyundai
- Hyundai Getz